# From the edge
「from the edge」（フロム・ジ・エッジ）は、FictionJunction feat.LiSAの楽曲。2019年6月30日にTV ver.が配信され、9月2日にSACRA MUSICからフルサイズが配信限定リリースされた。テレビアニメ『鬼滅の刃』のエンディングテーマとなっている。

## 収録曲
1. from the edge [4:38]
  - 作詞・作曲・編曲：梶浦由記